# Tau1 Serpentis
Tau1 Serpentis (9 Serpentis) é uma estrela na direção da constelação de Serpens. Possui uma ascensão reta de 15h 25m 47.41s e uma declinação de +15° 25′ 41.0″. Sua magnitude aparente é igual a 5.16. Considerando sua distância de 918 anos-luz em relação à Terra, sua magnitude absoluta é igual a −2.09. Pertence à classe espectral M1III.